# Engelse cockerspaniël
De Engelse cockerspaniël is een hondenras.
De Engelse cockerspaniël is een ijverige, actieve, en krachtige jachthond. Meestal werd de staart (voor het coupeerverbod) gecoupeerd. Zijn lichaam is gebalanceerd en compact. Idealiter moet de afstand van de schoft tot de grond gelijk zijn aan de afstand van de schoft tot aan de staartaanzet. De vacht van de cockerspaniël is glad en aanliggend, zijdeachtig en niet gegolfd; de bevedering is niet zo overvloedig.

## Kenmerken en eigenschappen
- Schofthoogte: reu 40-41 cm, teef 38-39 cm
- Gewicht: reu 20-25 kg, teef 12-13 kg
- Leeftijd: maximale leeftijd 13 à 14 jaar (rashonden)
- Kleur:
  - Eenkleur: zwart, rood, golden, lever, black and tan, lever and tan
  - Meerkleur: zwart-wit, oranje-wit, lever-wit, lemon-wit, zwart-wit-tan, lever-wit-tan, blauwschimmel, oranjeschimmel, lemonschimmel, leverschimmel, blauwschimmel met tan, leverschimmel met tan, sable, sableschimmel, sableschimmel met tan

## Gezondheid
De Engelse cockerspaniël kan volgens richtlijnen van de diverse rasverenigingen onderzocht worden indien men wil fokken op de diverse oogaandoeningen waaronder PRA (Progressieve Retina Atrofie) en cataract. Tevens zijn er testen voor heupdysplasie. Er zijn ook DNA testen voor Familiaire Nefropathie en PRA. Verder komt er hypertrofische cardiomyopathie voor waar middels echografie op gescreend kan worden. Andere mogelijk voorkomende aandoeningen bij de cockerspaniel zijn hermafroditisme (voorkomen van zowel vrouwelijke als mannelijke eigenschappen bij één dier), auto-immuunziektes, pedispositie voor tumoren en open gehemelte. Wat vaker voor kan komen zijn oorproblemen, doofheid en lipplooieczeem.
De meest voorkomende erfelijke aandoening bij de Engelse cockerspaniël is chronische oorontsteking (otitis externa). Dit is een ontsteking van de buitenste gehoorgang, waar honden zoals de Engelse cockerspaniël, met hangende, behaarde oren, een verhoogd risico op lopen. Doordat de gehoorgang wordt afgesloten kunnen bacteriële infecties ontstaan. Dit wordt vaak een chronisch en slecht te behandelen probleem. Als de hond erg veel last heeft en behandelingen niet goed aanslaan kunnen in sommige gevallen de gehoorgangen operatief verwijderd worden, met doofheid tot gevolg.

## Karakter
De cockerspaniël is een jachthond, en zal reageren op vogels, konijnen, katten en eekhoorns die hij ziet. Het is een kindvriendelijk, altijd vrolijk en energiek hondenras. Verder houdt de cocker van water, zwemmen en apporteren. Hij kan ook goed samenleven met katten indien dit hem aangeleerd is als pup.